# مجلس الوزراء الكويتي (أغسطس 2022)
مجلس الوزراء الكويتي، أغسطس 2022 أو حكومة أحمد النواف الأولى، هي الحكومة الكويتية الأربعون في تاريخ دولة الكويت منذ الاستقلال في عام 1961. في 24 يوليو 2022، صدر أمر أميري من قبل ولي عهد الكويت الشيخ مشعل الأحمد الجابر الصباح بتكليف الشيخ أحمد النواف الأحمد الصباح برئاستها، وقد انتهى أحمد النواف من تشكيلها في 1 أغسطس 2022 الموافق 3 محرم 1444هـ، حيث صدر المرسوم الأميري رقم 135 لسنة 2022 بتشكيلها من قبل ولي العهد الشيخ مشعل الأحمد بناءً على الأمر الأميري الصادر في 10 ربيع الآخر 1443 هـ الموافق 15 نوفمبر 2021، الذي أعطى ولي العهد حق ممارسة بعض اختصاصات الأمير الدستورية. رفع الشيخ أحمد النواف كتاب استقالة الحكومة إلى ولي العهد الشيخ مشعل الأحمد الجابر الصباح في 2 أكتوبر 2022، وذلك بعد انتهاء انتخابات مجلس الأمة الكويتي 2022.

## أعضاء مجلس الوزراء
تشكلت الحكومة برئاسة الشيخ أحمد النواف الأحمد الصباح، وعضوية كل من:
- نائبًا لرئيس مجلس الوزراء ووزيرًا للدفاع، ووزيرًا للداخلية بالوكالة: الشيخ طلال الخالد الأحمد الصباح
- نائبًا لرئيس مجلس الوزراء ووزيرًا للنفط ووزير دولة لشؤون مجلس الوزراء، ووزير دولة لشؤون مجلس الأمة بالوكالة: د. محمد عبد اللطيف الفارس
- وزيرًا للخارجية: الشيخ د. أحمد ناصر المحمد الصباح
- وزير دولة لشؤون البلدية ووزير دولة لشؤون الاتصالات وتكنولوجيا المعلومات، ووزير دولة لشؤون الإسكان والتطوير العمراني بالوكالة: د. رنا الفارس
- وزيرًا للإعلام والثقافة ووزير دولة لشؤون الشباب: د. عبد الرحمن بداح المطيري
- وزيرًا للتربية ووزيرًا للتعليم العالي والبحث العلمي: د. علي المضف
- وزيرًا للعدل ووزير دولة لشؤون تعزيز النزاهة ووزيرًا للأوقاف والشؤون الإسلامية: جمال الجلاوي
- وزيرًا للصحة: د. خالد السعيد
- وزيرًا للمالية ووزير دولة للشؤون الاقتصادية والاستثمار: عبد الوهاب الرشيد
- وزيرًا للأشغال العامة ووزيرًا للكهرباء والماء والطاقة المتجددة: علي حسين الموسى
- وزيرًا للتجارة والصناعة ووزيرًا للشؤون الاجتماعية والتنمية المجتمعية: فهد الشريعان

## تغييرات
فيما يلي المناصب الوزارية التي دخلها التغيير إن كان بالاستقالة أو بغير ذلك:
- وزير دولة لشؤون الإسكان والتطوير العمراني ووزير دولة لشؤون مجلس الأمة: عيسى الكندري منذ تشكيل الوزارة حتى تاريخ قبول استقالته في 29 أغسطس 2022.

في 29 أغسطس 2022، أصدر ولي عهد دولة الكويت الشيخ مشعل الأحمد الجابر الصباح المرسوم الأميري رقم 149 لسنة 2022، بناءً على الأمر الأميري الصادر في 10 ربيع الآخر 1443 هـ الموافق 15 نوفمبر 2021، الذي أعطى ولي العهد حق ممارسة بعض اختصاصات الأمير الدستورية، ونص المرسوم على التعيينات الوزارية التالية:
- نائبًا لرئيس مجلس الوزراء ووزيرًا للنفط ووزير دولة لشؤون مجلس الوزراء، ووزير دولة لشؤون مجلس الأمة بالوكالة: د. محمد عبد اللطيف الفارس
- وزير دولة لشؤون البلدية ووزير دولة لشؤون الاتصالات وتكنولوجيا المعلومات، ووزير دولة لشؤون الإسكان والتطوير العمراني بالوكالة: د. رنا الفارس